# Rachel York
Pour les articles homonymes, voir York (homonymie).
Rachel York est une actrice et chanteuse américaine née le 7 août 1971 à Orlando en Floride (États-Unis).
Elle se produit dans des comédies musicales, à Broadway et au West End à partir de 1989. Elle tourne par la suite dans des films et séries.

## Biographie

### Carrière

#### Théâtre et comédie musicale
Elle débute à Broadway dans le rôle de Mallory dans la comédie musicale City of Angels de Cy Coleman. Elle a par la suite interprété de nombreux rôles dont Fantine dans Les Misérables, la jeune femme dans Putting It Together de Stephen Sondheim aux côtés de Julie Andrews, elle est nommée aux Drama Desk Awards pour ce rôle, Norma Cassidy dans Victor/Victoria, rôle pour lequel elle remporte un Drama Desk Award en 1996.

#### Cinéma et télévision
En 2020 Rachel York interprète le rôle de Tina Sweet dans la série Filthy Rich.

### Vie privée
Elle est mariée à l'acteur Ayal Miodovnik depuis le 29 juillet 2009. Ils ont ensemble une fille prénommée Olivia,.

## Filmographie
Sauf indication contraire, les informations mentionnées dans cette section peuvent être confirmées par la base de données cinématographiques IMDb,  présente dans la section « Liens externes ».
- 1991 : Billy Bathgate : Embassy Club Singer
- 1992 : Mad Dog Coll : Lotte
- 1992 : Bay City Story (TV) : Marci Fenner
- 1993 : Taking the Heat (TV) : Susan
- 1994 : Dead Center : Mary
- 1995 : Victor Victoria (Comédie Musicale/Broadway) : Norma Cassidy
- 1996 : Un beau jour (One Fine Day) : Liza
- 1996 - 1997 : On ne vit qu'une fois ("One Life to Live") (série TV) : Rita Gilmore #2 (1996-1997)[5]
- 2000 : Terror Tract : Sarah Freemont (segment "Nightmare")
- 2001 : Un nouveau départ (Second Honeymoon) (TV) : Gloria
- 2001 : Au Pair II (TV) : Cassandra Hausen
- 2003 : Kiss Me Kate (TV) : Lilli Vanessi 'Katherine'
- 2003 : Lucy (TV) : Lucille Ball
- 2004 : Higglytown Heroes (série TV) : Bitty (2004-)
- 2017 : Very Bad Nanny : Dr Bienbonne (VF : Sophie Baranes)
- 2020 : Filthy Rich : Tina Sweet
- 2020 - 2021 : FBI: Most Wanted : Marie Smith
- 2021 : Prodigal Son : Birdie Milton

## Récompenses et nominations
| Année | Catégorie                                                                           | Récompense        | Résultat   |
| ----- | ----------------------------------------------------------------------------------- | ----------------- | ---------- |
| 1993  | Meilleure actrice de second rôle dans une comédie musicale pour Putting It Together | Drama Desk Awards | Nomination |
| 1996  | Meilleure actrice de second rôle dans une comédie musicale pour Victor Victoria     | Drama Desk Awards | Lauréat    |
| 2005  | Meilleure actrice dans une comédie musicale pour Dessa Rose"                        | Drama Desk Awards | Nomination |
| 2007  | Meilleure actrice pour Camelot                                                      | Golden Icon Award | Lauréat    |
| 2007  | Meilleure actrice pour Camelot                                                      | Carbonell Award   | Lauréat    |
| 2010  | Meilleure actrice dans une comédie musicale pour Hello, Dolly!                      | IRNE Award        | Lauréat    |
| 2010  | Meilleure actrice dans une comédie musicale pour Into The Woods                     | IRNE Award        | Lauréat    |
| 2014  | Meilleure actrice principale pour Anything Goes                                     | Helen Hayes Award | Lauréat    |